# Esenbeckia planiventris
Esenbeckia planiventris är en tvåvingeart som först beskrevs av Macquart 1850.  Esenbeckia planiventris ingår i släktet Esenbeckia och familjen bromsar. Inga underarter finns listade i Catalogue of Life.